# Danmark i olympiska sommarspelen 1988
Danmark deltog med 78 deltagare vid de olympiska sommarspelen 1988 i Seoul. Totalt vann de fyra medaljer och slutade på tjugotredje plats i medaljligan.

## Medaljer

### Guld
- Henning Lynge Jakobsen - Cykling, poänglopp
- Jørgen Bojsen-Møller och Christian Grønborg - Segling, flygande holländare

### Silver
- Benny Nielsen - Simning, 200 m fjärilsim

### Brons
- Jesper Bank, Steen Secher och Jan Mathiasen - Segling, soling

## Boxning
Flugvikt
- Johnny Bredahl
  - Första omgången — Förlorade mot Hamed Halbouni (SYR), RSC-2

Lätt weltervikt
- Søren Søndergaard

Lätt mellanvikt
- Johnny de Lima

Lätt tungvikt
- Niels Madsen

Tungvikt
- Claus Børge Nielsen

## Bågskytte
Herrarnas individuella
- Henrik Toft — Sextondelsfinal (→ 23:e plats)
- Jan Jacobsen — Inledande omgång (→ 25:e plats)
- Niels Gammelgaard — Inledande omgång (→ 56:e plats)

Herrarnas lagtävling
- Toft, Jacobsen och Gammelgaard — Semifinal (→ 11:e plats)

## Cykling
Damernas linjelopp
- Karina Skibby — 2:00:52 (→ 42:a plats)

## Friidrott
Herrarnas 1 500 meter
- Mogens Guldberg

Herrarnas maraton
- Henrik Jørgensen
  - Final — 2:16,40 (→ 22:a plats)

Herrarnas 110 meter häck
- Erik Jensen

Herrarnas tiokamp
- Lars Warming — 7859 poäng (→ 19:e plats) 
  1. 100 meter — 11,07s
  2. Längd — 7,04m
  3. Kula — 13,41m
  4. Höjd — 1,94m
  5. 400 meter — 47,97s
  6. 110m häck — 14,49s
  7. Diskus — 40,38m
  8. Stav — 4,80m
  9. Spjut — 51,50m
  10. 1 500 meter — 4:22,41s

Damernas längdhopp
- Lene Demsitz

## Modern femkamp
Individuella tävlingen
- Tue Hellstem — 4940 poäng (→ 27:e plats)

Lagtävlingen
- Hellstem — 4940 poäng (→ 21:a plats)

## Tennis
Damsingel
- Tine Scheuer-Larsen
  - Första omgången — Besegrade Warda Bouchabou (Algeriet) 6-0, 6-1
  - Andra omgången — Besegrade Wendy Turnbull (Australien) 6-4, 6-3
  - Tredje omgången — Förlorade mot Natasja Zvereva (Sovjetunionen) 1-6, 2-6